# روبرت دونالدسون
روبرت دونالدسون (بالإنجليزية: Robert Donaldson)‏ هو مدير أكاديمي وأستاذ جامعي أمريكي، ولد في 14 يونيو 1943 في الولايات المتحدة.